# Mártires do Vietname
Os Mártires do Vietname (em vietnamita:  Các thánh tử đạo Việt Nam), também conhecidos como Mártires da Indochina, Tonquim, Aname e Cochinchina ou André Dũng Lạc e seus Companheiros Mártires (Anrê Dũng Lạc và Các bạn tử đạo), são mártires e santos católicos canonizados pelo papa João Paulo II a 19 de junho de 1988, onde milhares de vietnamitas se reuniram na Basílica de São Pedro no Vaticano para celebrar a canonização dos cento e dezessete mártires vietnamitas, que foi presidida pelo monsenhor Filipe Trần Văn Hoài. A sua festa litúrgica é celebrada a 24 de novembro.
O grupo de mártires era constituído por membros religiosos da Ordem dos Pregadores, jesuítas, membros da Sociedade para as Missões Estrangeiras de Paris e pelos civis vietnamitas que foram perseguidos por serem católicos, durante os séculos XVIII e XIX no Vietname.

## Lista dos mártires
| Número       | Mártir                               | Ocupação                                                       | Nascimento                                                  | Morte                                        | Execução             |
| ------------ | ------------------------------------ | -------------------------------------------------------------- | ----------------------------------------------------------- | -------------------------------------------- | -------------------- |
| 1            | Mateus Afonso de Leciniana           | Sacerdote dominicano                                           | 26 de novembro de 1702 Nava del Rey, Espanha                | 22 de janeiro de 1745 Hanói, Vietname        | Decapitação          |
| 2            | Francisco Gil de Frederico e Sans    | Sacerdote dominicano                                           | 14 de dezembro de 1702 Tortosa, Espanha                     | 22 de janeiro de 1745 Hanói, Vietname        | Decapitação          |
| 3            | Vicente Liem da Paz                  | Sacerdote dominicano                                           | 1731 Nam Dinh, Vietname                                     | 7 de novembro de 1773 Đồng Mơ, Vietname      | Decapitação          |
| 4            | Jacinto Maria Castanheda e Pujassons | Sacerdote dominicano                                           | 13 de novembro de 1743 Xàtiva, Espanha                      | 7 de novembro de 1773 Đồng Mơ, Vietname      | Decapitação          |
| 5            | Bernardo Due Van Vu                  | Padre                                                          | 1755 Nam Dinh, Vietname                                     | 1 de agosto de 1838 Ba Tòa, Vietname         | Decapitação          |
| 6            | Lucas Vũ Bá Loan                     | Padre                                                          | 1756 Hà Nam, Vietname                                       | 5 de junho de 1840 Hanói, Vietname           | Decapitação          |
| 7            | Manuel Nguyễn Văn Triệu              | Padre                                                          | 1756 Huế, Vietname                                          | 17 de setembro de 1798 Bãi Dâu, Vietname     | Decapitação          |
| 8            | Martinho Tạ Đức Thịnh                | Padre                                                          | 1760 Hanói, Vietname                                        | 8 de novembro de 1840 Bảy Mẫu, Vietname      | Decapitação          |
| 9            | Inácio Clemente Delgado Cebrián      | Bispo dominicano                                               | 23 de novembro de 1761 Villafeliche, Espanha                | 12 de julho de 1838 Nam Dinh, Vietname       | Morto na prisão      |
| 10           | Vicente Nguyễn Thế Điểm              | Padre                                                          | 1761 Quang Tri, Vietname                                    | 24 de novembro de 1838 Dong Hoi, Vietname    | Estrangulamento      |
| 11           | Pedro Trương Văn Thi                 | Padre                                                          | 1763 Hanói, Vietname                                        | 21 de dezembro de 1839 Hanói, Vietname       | Decapitação          |
| 12           | José Hoàng Lương Cảnh                | Médico, dominicano terciário                                   | 1763 Bac Giang, Vietname                                    | 5 de setembro de 1838 Bac Ninh, Vietname     | Decapitação          |
| 13           | Vicente Đỗ Yến                       | Sacerdote dominicano                                           | 1764 Nam Dinh, Vietname                                     | 30 de junho de 1838 Hai Duong, Vietname      | Decapitação          |
| 14           | Domingos Henares de Zafra Cubero     | Bispo dominicano                                               | 19 de dezembro de 1765 Baena, Espanha                       | 25 de junho de 1838 Nam Dinh, Vietname       | Decapitação          |
| 15           | João Đạt                             | Padre                                                          | 1765 Thanh Hoa, Vietname                                    | 28 de outubro de 1798 Chợ Rạ, Vietname       | Decapitação          |
| 16           | Tomé Toán                            | Catequista dominicano                                          | 1764 Thai Binh, Vietname                                    | 27 de junho de 1840 Nam Dinh, Vietname       | Morto na prisão      |
| 17           | Pedro Nguyễn Bá Tuần                 | Padre                                                          | 1766 Hung Yen, Vietname                                     | 15 de julho de 1838 Nam Dinh, Vietname       | Morto na prisão      |
| 18           | António Nguyễn Hữu Quỳnh             | Médico, catequista                                             | 1768 Quang Binh, Vietname                                   | 10 de julho de 1840 Dong Hoi, Vietname       | Estrangulamento      |
| 19           | Paulo Phạm Khắc Khoan                | Padre                                                          | 1771 Ninh Binh, Vietname                                    | 28 de abril de 1840 Ninh Binh, Vietname      | Decapitação          |
| 20           | Paulo Nguyễn Ngân                    | Padre                                                          | 1771 Thanh Hoa, Vietname                                    | 8 de novembro de 1840 Hanói, Vietname        | Decapitação          |
| 21           | José Nguyễn Đình Nghi                | Padre                                                          | 1771 Hanói, Vietname                                        | 8 de novembro de 1840 Hanói, Vietname        | Decapitação          |
| 22           | Domingos Trạch                       | Sacerdote dominicano                                           | 1772 Nam Dinh, Vietname                                     | 18 de setembro de 1840 Hanói, Vietname       | Decapitação          |
| 23           | Domingos Nguyễn Văn Hạnh             | Sacerdote dominicano                                           | 1772 Nghe An, Vietname                                      | 1 de agosto de 1838 Ba Tòa, Vietname         | Decapitação          |
| 24           | Pedro Lê Tùy                         | Padre                                                          | 1773 Hà Đông, Vietname                                      | 11 de outubro de 1833 Quan Ban, Vietname     | Decapitação          |
| 25           | José Nguyễn Đình Uyển                | Catequista dominicano                                          | 1775 Nam Dinh, Vietname                                     | 4 de julho de 1838 Hung Yen, Vietname        | Morto na prisão      |
| 26           | José Đỗ Quang Hiển                   | Padre                                                          | 1775 Nam Dinh, Vietname                                     | 9 de maio de 1840 Vietname                   | Decapitação          |
| 27           | Domingos Vũ Đình Tước                | Sacerdote dominicano                                           | 1775 Nam Dinh, Vietname                                     | 2 de abril de 1839 Nam Dinh, Vietname        | Morto por tortura    |
| 28           | José Fernandes de Ventosa            | Sacerdote dominicano                                           | 3 de setembro de 1775 Ávila, Espanha                        | 24 de julho de 1838 Nam Dinh, Vietname       | Decapitação          |
| 29           | Domingos Phạm Trọng Khảm             | Magistrado                                                     | 1779 Nam Dinh, Vietname                                     | 13 de janeiro de 1859 Nam Dinh, Vietname     | Estrangulamento      |
| 30           | Pedro Đoàn Văn Vân                   | Catequista                                                     | 1780 Hà Nam, Vietname                                       | 25 de maio de 1857 Hanói, Vietname           | Decapitação          |
| 31           | Inês Lê Thị Thành                    | Irmã leiga                                                     | 1781 Thanh Hoa, Vietname                                    | 12 de julho de 1841 Nam Dinh, Vietname       | Morta na prisão      |
| 32           | Tiago Đỗ Mai Năm                     | Padre                                                          | 1781 Thanh Hoa, Vietname                                    | 12 de agosto de 1838 Bảy Mẫu, Vietname       | Decapitação          |
| 33           | Tomé Đinh Viết Dụ                    | Sacerdote dominicano                                           | 1783 Nam Dinh, Vietname                                     | 26 de novembro de 1839 Bảy Mẫu, Vietname     | Decapitação          |
| 34           | Pedro Nguyễn Văn Hiếu                | Catequista                                                     | 1783 Ninh Binh, Vietname                                    | 28 de abril de 1840 Ninh Binh, Vietname      | Decapitação          |
| 35           | Domingos Nguyễn Văn Xuyên            | Sacerdote dominicano                                           | 1786 Nam Dinh, Vietname                                     | 26 de novembro de 1839 Bảy Mẫu, Vietname     | Decapitação          |
| 36           | Martinho Thọ                         | Dignitário                                                     | 1787 Nam Dinh, Vietname                                     | 8 de novembro de 1840 Bảy Mẫu, Vietname      | Decapitação          |
| 37           | José Đặng Đình Viên                  | Padre                                                          | 1787 Hung Yen, Vietname                                     | 21 de agosto de 1838 Bảy Mẫu, Vietname       | Decapitação          |
| 38           | Tomé Khuông                          | Sacerdote dominicano                                           | 1789 Hung Yen, Vietname                                     | 30 de janeiro de 1860 Hung Yen, Vietname     | Decapitação          |
| 39           | José Nguyễn Văn Lựu                  | Dignitário                                                     | 1790 Vinh Long, Vietname                                    | 2 de maio de 1854 Vinh Long, Vietname        | Morto na prisão      |
| 40           | André Nguyễn Kim Thông               | Irmão leigo                                                    | 1790 Binh Dinh, Vietname                                    | 15 de julho de 1855 Vietname                 | Morto na prisão      |
| 41           | Pedro Hoàng Khanh                    | Padre                                                          | 1790 Nghe An, Vietname                                      | 12 de julho de 1842 Ha Tinh, Vietname        | Decapitação          |
| 42           | Francisco Xavier Hà Trọng Mậu        | Catequista dominicano                                          | 1790 Thai Binh, Vietname                                    | 19 de dezembro de 1839 Bac Ninh, Vietname    | Estrangulamento      |
| 43           | Pedro Vũ Đăng Khoa                   | Padre                                                          | 1790 Nghe An, Vietname                                      | 24 de novembro de 1840 Dong Hoi, Vietname    | Decapitação          |
| 44           | Nicolau Bùi Đức Thể                  | Soldado                                                        | 1792 Nam Dinh, Vietname                                     | 12 de junho de 1839 Thua Thien-Hue, Vietname | Morte por mil cortes |
| 45           | Paulo Vũ Văn Dương                   | Irmão leigo                                                    | 1792 Hung Yen, Vietname                                     | 3 de junho de 1862 Nam Dinh, Vietname        | Decapitação          |
| 46           | Paulo Lê Bảo Tịnh                    | Padre                                                          | 1793 Thanh Hoa, Vietname                                    | 6 de abril de 1857 Bảy Mẫu, Vietname         | Decapitação          |
| 47           | André Dũng Lạc                       | Padre                                                          | 1795 Bac Ninh, Vietname                                     | 21 de dezembro de 1839 Hanói, Vietname       | Decapitação          |
| 48           | Agostinho Phan Viết Huy              | Soldado                                                        | 1795 Nam Dinh, Vietname                                     | 13 de junho de 1839 Thua Thien-Hue, Vietname | Morte por mil cortes |
| 49           | Pedro Nguyễn Văn Tự                  | Sacerdote dominicano                                           | 1796 Nam Dinh, Vietname                                     | 5 de setembro de 1838 Bac Ninh, Vietname     | Decapitação          |
| 50           | João Batista Đinh Văn Thành          | Catequista                                                     | 1796 Ninh Binh, Vietname                                    | 28 de abril de 1840 Ninh Binh, Vietname      | Decapitação          |
| 51           | Manuel Lê Văn Phụng                  | Dignitário                                                     | 1796 Cù Lao Giêng, Vietname                                 | 31 de julho de 1859 An Giang, Vietname       | Estrangulamento      |
| 52           | Francisco Đỗ Văn Chiểu               | Catequista                                                     | 1797 Nam Dinh, Vietname                                     | 12 de junho de 1838 Nam Dinh, Vietname       | Decapitação          |
| 53           | João Đoàn Trinh Hoan                 | Padre                                                          | 1798 Thua Thien-Hue, Vietname                               | 26 de maio de 1861 Dong Hoi, Vietname        | Decapitação          |
| 54           | Paulo Nguyễn Văn Mỹ                  | Catequista                                                     | 1798 Hà Nam, Vietname                                       | 18 de dezembro de 1838 Sơn Tây, Vietname     | Estrangulamento      |
| 55           | Francisco Isidoro Gagelin            | Missionário da Sociedade para as Missões Estrangeiras de Paris | 10 de maio de 1799 Montperreux, França                      | 17 de outubro de 1833 Huế, Vietname          | Estrangulamento      |
| 56           | Francisco Jaccard                    | Missionário da Sociedade para as Missões Estrangeiras de Paris | 1799 Onnion, França                                         | 21 de setembro de 1838 Nhan Biều, Vietname   | Estrangulamento      |
| 57           | José Phạm Trọng Tả                   | Chefe do cantão vietnamita                                     | 1800 Nam Dinh, Vietname                                     | 13 de janeiro de 1859 Nam Dinh, Vietname     | Estrangulamento      |
| 58           | Domingos Bùi Văn Úy                  | Catequista dominicano                                          | 1801 Thai Binh, Vietname                                    | 19 de dezembro de 1839 Cổ Mễ, Vietname       | Estrangulamento      |
| 59           | Estêvão Teodoro Cuenot               | Bispo da Sociedade para as Missões Estrangeiras de Paris       | 8 de fevereiro de 1802 Le Bélieu, França                    | 14 de novembro de 1861 Binh Dinh, Vietname   | Morto na prisão      |
| 60           | Lourenço Nguyễn Văn Hưởng            | Padre                                                          | 1802 Hanói, Vietname                                        | 13 de fevereiro de 1856 Ninh Binh, Vietname  | Decapitação          |
| 61           | Domingos Nguyên                      | Irmão leigo                                                    | 1802 Nam Dinh, Vietname                                     | 16 de junho de 1862 Làng Cốc, Vietname       | Decapitação          |
| 62           | José Marchand                        | Missionário da Sociedade para as Missões Estrangeiras de Paris | 17 de agosto de 1803 Passavant, França                      | 30 de novembro de 1835 Thợ Đúc, Vietname     | Morte por mil cortes |
| 63           | Domingos Đinh Đạt                    | Soldado                                                        | 1803 Nam Dinh, Vietname                                     | 18 de julho de 1839 Nam Dinh, Vietname       | Estrangulamento      |
| 64           | Francisco Xavier Cần                 | Catequista                                                     | 1803 Hà Đông, Vietname                                      | 20 de novembro de 1837 Hanói, Vietname       | Decapitação          |
| 65           | Miguel Nguyễn Huy Mỹ                 | Chefe da aldeia vietnamita                                     | 1804 Hanói, Vietname                                        | 12 de agosto de 1838 Bảy Mẫu, Vietname       | Decapitação          |
| 66           | João Batista Cỏn                     | Chefe da aldeia vietnamita                                     | 1805 Nam Dinh, Vietname                                     | 8 de novembro de 1840 Bảy Mẫu, Vietname      | Decapitação          |
| 67           | Agostinho Nguyễn Văn Mới             | Irmão leigo                                                    | 1806 Nam Dinh, Vietname                                     | 19 de dezembro de 1839 Cổ Mễ, Vietname       | Decapitação          |
| 68           | Pedro Dumoulin-Borie                 | Bispo da Sociedade para as Missões Estrangeiras de Paris       | 20 de fevereiro de 1808 Beynat, França                      | 24 de novembro de 1838 Dong Hoi, Vietname    | Decapitação          |
| 69           | André Trần Văn Trông                 | Soldado                                                        | 1808 Huế, Vietname                                          | 28 de novembro de 1835 An Hoà, Vietname      | Decapitação          |
| 70           | Pedro Trương Văn Đường               | Catequista                                                     | 1808 Hà Nam, Vietname                                       | 18 de dezembro de 1838 Sơn Tây, Vietname     | Estrangulamento      |
| 71           | Miguel Hồ Đình Hy                    | Mandarim                                                       | 1808 Thua Thien-Hue, Vietname                               | 22 de maio de 1857 An Hòa, Vietname          | Decapitação          |
| 72           | Domingos Hà Trọng Mậu                | Sacerdote dominicano                                           | 1808 Nam Dinh, Vietname                                     | 5 de novembro de 1858 Hung Yen, Vietname     | Decapitação          |
| 73           | João Carlos Cornay                   | Missionário da Sociedade para as Missões Estrangeiras de Paris | 27 de fevereiro de 1809 Loudun, França                      | 20 de setembro de 1837 Ha Tay, Vietname      | Morte por mil cortes |
| 74           | Tomé Nguyễn Văn Đệ                   | Irmão leigo                                                    | 1810 Nam Dinh, Vietname                                     | 19 de dezembro de 1839 Cổ Mê, Vietname       | Estrangulamento      |
| 75           | Pedro Nguyễn Khắc Tự                 | Catequista                                                     | 1811 Ninh Binh, Vietname                                    | 10 de julho de 1840 Dong Hoi, Vietname       | Estrangulamento      |
| 76           | Domingos Toái                        | Irmão leigo                                                    | 1811 Thai Binh, Vietname                                    | 5 de junho de 1862 Nam Dinh, Vietname        | Morte na fogueira    |
| 77           | Pedro Nguyễn Văn Lựu                 | Padre                                                          | 1812 Go Vap, Vietname                                       | 7 de abril de 1861 Mỹ Tho, Vietname          | Decapitação          |
| 78           | André Tường                          | Irmão leigo                                                    | 1812 Nam Dinh, Vietname                                     | 16 de junho de 1862 Làng Cốc, Vietname       | Decapitação          |
| 79           | Mateus Lê Văn Gẫm                    | Comerciante                                                    | 1813 Bien Hoa, Vietname                                     | 11 de maio de 1847 Chợ Đũi, Vietname         | Decapitação          |
| 80           | Vicente Tường                        | Irmão leigo                                                    | 1814 Nam Dinh, Vietname                                     | 16 de junho de 1862 Làng Cốc, Vietname       | Decapitação          |
| 81           | Estêvão Nguyễn Văn Vinh              | Irmão leigo                                                    | 1814 Nam Dinh, Vietname                                     | 19 de janeiro de 1839 Cổ Mễ, Vietname        | Estrangulamento      |
| 82           | Filipe Phan Văn Minh                 | Padre                                                          | 1815 Vinh Long, Vietname                                    | 3 de julho de 1853 Đinh Khao, Vietname       | Decapitação          |
| 83           | Pedro Vũ Văn Truật                   | Catequista                                                     | 1816 Hà Nam, Vietname                                       | 18 de dezembro de 1838 Sơn Tây, Vietname     | Estrangulamento      |
| 84           | Domingos Huyện                       | Irmão leigo                                                    | 1817 Thai Binh, Vietname                                    | 5 de junho de 1862 Nam Dinh, Vietname        | Morte na fogueira    |
| 85           | Pedro Francisco Néron                | Missionário da Sociedade para as Missões Estrangeiras de Paris | 21 de setembro de 1818 Bornay, França                       | 3 de novembro de 1860 Ha Tay, Vietname       | Decapitação          |
| 86           | Domingos Mạo                         | Irmão leigo                                                    | 1818 Nam Dinh, Vietname                                     | 16 de junho de 1862 Làng Cốc, Vietname       | Decapitação          |
| 87           | José Maria Dias São Jorge            | Bispo dominicano                                               | 25 de outubro de 1818 Pol, Reino da Galiza                  | 20 de julho de 1857 Nam Dinh, Vietname       | Decapitação          |
| 88           | Lucas Phạm Trọng Thìn                | Chefe do cantão vietnamita                                     | 1819 Nam Dinh, Vietname                                     | 13 de janeiro de 1859 Nam Dinh, Vietname     | Estrangulamento      |
| 89           | Tomé Trần Văn Thiện                  | Seminarista                                                    | 1820 Quang Binh, Vietname                                   | 21 de setembro de 1838 Nhan Biều, Vietname   | Estrangulamento      |
| 90           | Melchior Garcia São Pedro            | Bispo dominicano                                               | 28 de abril de 1821 Quirós, Espanha                         | 19 de junho de 1988 Nam Dinh, Vietname       | Morte por mil cortes |
| 91           | Vicente Phạm Văn Dương               | Cobrador de impostos                                           | 1821 Thai Binh, Vietname                                    | 6 de junho de 1862 Thai Binh, Vietname       | Morte na fogueira    |
| 92           | José Tuân                            | Sacerdote dominicano                                           | 1821 Hung Yen, Vietname                                     | 30 de abril de 1861 Hung Yen, Vietname       | Decapitação          |
| 93           | Agostinho Schoeffler                 | Missionário da Sociedade para as Missões Estrangeiras de Paris | 22 de novembro de 1822 Mittelbronn, França                  | 1 de maio de 1851 Sơn Tây, Vietname          | Decapitação          |
| 94           | João Luís Bonnard                    | Missionário da Sociedade para as Missões Estrangeiras de Paris | 1 de março de 1824 Saint-Christo-en-Jarez, França           | 1 de maio de 1852 Nam Dinh, Vietname         | Decapitação          |
| 95           | José Lê Đăng Thi                     | Capitão                                                        | 1825 Quang Tri, Vietname                                    | 25 de outubro de 1860 An Hòa, Vietname       | Estrangulamento      |
| 96           | José Tuân                            | Irmão leigo                                                    | 1825 Nam Dinh, Vietname                                     | 7 de janeiro de 1862 Nam Dinh, Vietname      | Decapitação          |
| 97           | Francisco Trần Văn Trung             | Capitão                                                        | 1825 Quang Tri, Vietname                                    | 2 de maio de 1858 An Hoà, Vietname           | Decapitação          |
| 98           | Pedro Đoàn Công Quí                  | Padre                                                          | 1826 Gia Định, Vietname                                     | 31 de julho de 1859 Châu Đốc, Vietname       | Decapitação          |
| 99           | Paulo Hạnh                           | Irmão leigo                                                    | 1826 Gia Định, Vietname                                     | 28 de maio de 1859 Saigão, Vietname          | Decapitação          |
| 100          | Valentim Berriochoa                  | Bispo dominicano                                               | 14 de fevereiro de 1827 Elorrio, Espanha                    | 1 de novembro de 1861 Hai Duong, Vietname    | Decapitação          |
| 101          | João Teófano Vénard                  | Missionário da Sociedade para as Missões Estrangeiras de Paris | 21 de novembro de 1829 Saint-Loup-Lamairé, França           | 2 de fevereiro de 1861 Hanói, Vietname       | Decapitação          |
| 102          | Paulo Lê Văn Lộc                     | Padre                                                          | 1830 An Nhơn, Vietname                                      | 13 de fevereiro de 1859 Gia Định, Vietname   | Decapitação          |
| 103          | Pedro Almató e Ribeira               | Sacerdote dominicano                                           | 1 de novembro de 1830 Sant Feliu Sasserra, Espanha          | 1 de novembro de 1861 Hai Duong, Vietname    | Decapitação          |
| 104          | José Nguyễn Duy Khang                | Catequista                                                     | 1832 Tra Vinh, Vietname                                     | 6 de dezembro de 1861 Hai Duong, Vietname    | Decapitação          |
| 105          | Domingos Trần Duy Ninh               | Irmão leigo                                                    | 1835 Nam Dinh, Vietname                                     | 2 de junho de 1862 An Triêm, Vietname        | Decapitação          |
| 106          | José Phạm Quang Túc                  | Irmão leigo                                                    | 1843 Hoàng Xá, Vietname                                     | 1 de junho de 1862 Bac Ninh, Vietname        | Decapitação          |
| 107          | Simão Phan Đắc Hòa                   | Médico                                                         | 1878 Thua Thien-Hue, Vietname                               | 12 de dezembro de 1840 An Hòa, Vietname      | Decapitação          |
| 108          | Jerónimo Hermosilla e Aransay        | Bispo dominicano                                               | 30 de setembro de 1800 Santo Domingo de la Calzada, Espanha | 1 de novembro de 1861 Hai Duong, Vietname    | Decapitação          |
| 109          | António Nguyễn Đích                  | Irmão leigo                                                    | 1769 Hanói, Vietname                                        | 12 de agosto de 1838 Bảy Mẫu, Vietname       | Decapitação          |
| 110          | Mateus Nguyễn Văn Đắc                | Dignitário                                                     | 1808 Quang Binh, Vietname                                   | 26 de maio de 1861 Quang Binh, Vietname      | Decapitação          |
| 111          | Lourenço Phạm Viết Ngôn              | Irmão leigo                                                    | 1840 Nam Dinh, Vietname                                     | 22 de maio de 1862 Nam Dinh, Vietname        | Decapitação          |
| 112          | Domingos Nhi                         | Irmão leigo                                                    | 1812 Nam Dinh, Vietname                                     | 16 de junho de 1862 Làng Cốc, Vietname       | Decapitação          |
| 113          | Pedro Thuần                          | Irmão leigo                                                    | 1802 Thai Binh, Vietname                                    | 6 de junho de 1862 Nam Dinh, Vietname        | Morte na fogueira    |
| 114          | Domingos Đỗ Đình Cẩm                 | Sacerdote dominicano                                           | Bac Ninh, Vietname                                          | 11 de março de 1859 Hưng Yên, Vietname       | Decapitação          |
| 115          | Pedro Đinh Văn Dũng                  | Irmão leigo                                                    | 1800 Đông Phú, Vietname                                     | 6 de junho de 1862 Nam Dinh, Vietname        | Morte na fogueira    |
| 116          | Pedro Đa                             | Irmão leigo                                                    | 1802 Nam Dinh, Vietname                                     | 17 de junho de 1862 Nam Dinh, Vietname       | Morte na fogueira    |
| 117          | Paulo Tống Viết Bường                | Camarista                                                      | 1773 Huế, Vietname                                          | 23 de outubro de 1833 Saigão, Vietname       | Decapitação          |
| Referências: |                                      |                                                                |                                                             |                                              |                      |